# Yamy
Yamy（1991年10月7日—），本名郭穎，出生於廣東省清遠市，畢業於廣東藥科大學人力資源管理專業，為中國大陸嘻哈說唱女歌手，在庫奇卡樂團和火箭少女101擔任隊長。2017年6月24日，參加《中國有嘻哈》，最終止步於40強。2018年4月，參加騰訊視頻青春成長類綜藝節目《創造101》，出色的rap和舞蹈實力令她在兩次評價考核都保持在A等級。於第一次順位排名中獲得第1名，並於6月23的總決賽中，以一億多個點讚獲得第5名，加入限定組合火箭少女101。粉絲名為芝士，為其親自取名，因其喜愛起司、巧克力、鮭魚，而從中擇一，應援色為芝士黃（#F4CA28）。

## 經歷
2015年，成為JC藝人學院於中國各大藝術院校招募第一批練習生，並進行長達一年多的祕密訓練。
2016年11月20日，在進行多次篩選後以極創引力練習生身分，參加騰訊視頻與極創引力聯合製作的《1VS11》女團出道實境真人秀。
2017年6月15日，由JC藝人學院舉辦的「有一點不同」JC練習生出道發布會中，與馬嘉玉、舒濛組成庫奇卡樂團正式出道，並於發部會中演唱《把喇叭開到最大》。同年參加中國首檔Hip-hop音樂選秀節目《中國有嘻哈》，於1V1battle環節中與PG One共同表演《wait a minute》，最終止步全國40強；7月，與何潔、蘇醒、艾福杰尼等一同參加愛奇藝綜藝節目《無與倫比的發布會》；9月13日，推出首支個人原創單曲《Ay》；10月31日，推出個人原創單曲《烏鴉》。
2018年，以JC 7舞團身分參加街舞推廣類節目《熱血街舞團》。同年4月，參加騰訊視頻推出的中國首部女團青春成長節目《創造101》，於第一次排名順位中取得第1名的成績，最終以第5名，正式加入火箭少女101。7月18日，微博發布與團員一起擔任微博視頻台首席推廣大使。火箭少女101出道一個多月後，在團綜「火箭少女101研究所」第四期中，成員們進行隊長票選，最終結果由Yamy高票勝出；於8月18日，隨火箭少女101推出首張EP專輯《撞》。

## 音樂作品

### 专辑
| 發行順序 | 專輯資料                                                                                                  | 曲目 |
| 1st      | 《一个人的冒险 (Solo Adventure)》 - 發行日期：2022年3月23日 - 唱片公司：Yamy郭颖工作室 - 類型：錄音室專輯 | 曲目 1. 密室逃脱 2. 不给面子 3. 急什么 4. 得闲饮茶 5. 自己执生 6. 它拒绝 7. 不说再见 8. 密室逃脱 (伴奏) 9. 不给面子 (伴奏) 10. 急什么 (伴奏) |

### 個人單曲
| 發行日期       | 歌曲名稱    | 作詞                | 作曲                    | 備註                                      |
| 2017年8月8日   | 窮光蛋      | Yamy                | Yamy                    |                                           |
| 2017年9月13日  | Ay          | Yamy                | Yamy                    |                                           |
| 2017年10月31日 | 烏鴉        | Yamy                | Yamy                    |                                           |
| 2018年10月15日 | 万yoo引力   | Yamy                | 徐振阁 / Yamy           | "yoo视频"宣传主题曲                       |
| 2018年10月17日 | 别惹女孩    | 樊帆 / Kim Heeyoung | Nick Pyo / Kim Heeyoung | 电影《我的间谍前男友》推广曲              |
| 2019年7月12日  | Flying Girl | Yamy / 宝石gem      | 宝石gem / 王朝          | 火箭少女101第二張專輯《立風》成員個人單曲 |
| 2019年11月20日 | 竹林隐虎    | 宝石gem             | 宝石gem                 |                                           |
| 2021年6月21日  | DaDaDance   | Yamy郭颖            | Yamy郭颖/CDE            |                                           |

### 合作单曲
| 發行日期      | 歌曲名稱      | 作詞                                                                                        | 作曲 | 合作演唱者                                                                                      | 備註                                                             |
| 2016年12月5日 | 狠角色        | 談楚然、羅智儀                                                                              | 婁鑫磊 | JC練習生11隊                                                                                    | JC練習生11隊在第一階段兩周對抗中連勝兩局，獲得推出首支單曲的機會 |
| 2017年7月22日 | Wait a minute | PG One、Yamy                                                                                | Q.luv(編曲)                                                                                                   | PG One                                                                                          | 中國有嘻哈第五期1v1 Battle中輸給對手PG One                       |
| 2019年1月21日 | 新鲜感        | 伍嘉成 / Yamy                                                                               | Johan Gustafsson / Sebastian Lundberg / Herbie Crichlow / Fredrik Häggstan / Courtney Woolsey / Stephen Stahl | 伍嘉成                                                                                          |                                                                  |
| 2021年5月26日 | 广东 Stand Up | AR刘夫阳/Tizzy T/ODD陈思键/Yamy郭颖/廖效浓/徐真真2Real/瘦恒SoulHan/Vyan/肥宝/大雕Roc/JR Fog | AR刘夫阳/Tizzy T/ODD陈思键/Yamy郭颖/廖效浓/徐真真2Real/瘦恒SoulHan/Vyan/肥宝/大雕Roc/JR Fog                   | 瘦恒SoulHan / AR刘夫阳 / Tizzy T / ODD陈思键 / 廖效浓 / 肥宝 / 徐真真 / Vyan / 大雕Roc / JR Fog |                                                                  |
| 2021年8月13日 | VVS           | 王雅君 / RAP词：VaVa毛衍七 & 宋雨琦                                                         | Bull$EyE/Minyoung Lee(EastWest)/D.stus(1by1)/91.6(1by1)/Greenism                                              | 刘柏辛 / 单依纯 / 宋雨琦 / 安琦 / 陆柯燃 / VAVA / 吴宣仪 / 陈卓璇 / 周洁琼                      | 综艺《爆裂舞台》推广曲                                           |
| 2022年3月14日 | 一个人        | Yamy / Q.luv                                                                                | Yamy / Q.luv                                                                                                  | Q.luv                                                                                           | 2022全新原创专辑白色情人节定制先行曲                             |
| 2022年5月20日 | 抱歉          | Yamy / Q.luv / SeerNVN                                                                      | Yamy / Q.luv                                                                                                  | Q.luv                                                                                           |                                                                  |
| 2022年7月27日 | 广东妹 Remix  | 瘦恒SoulHan/肥宝/Yamy郭颖/何美延HAMY/叶晓粤/泳恩Joannne                                     | 瘦恒SoulHan/肥宝/Yamy郭颖/何美延HAMY/叶晓粤/泳恩Joannne                                                       | 瘦恒SoulHan / 何美延HAMY / 日出俱乐部 / 叶晓粤 / 泳恩Joannne / 肥宝                             |                                                                  |

### 影視單曲
| 發行日期       | 歌曲名稱 | 作詞                | 作曲                    | 合作演唱者                     | 備註                           |
| 2018年10月17日 | 别惹女孩 | 樊帆 / Kim Heeyoung | Nick Pyo / Kim Heeyoung |                                | 电影《我的间谍前男友》推广曲   |
| 2018年10月26日 | 毒液前來 | 裴育                | 聞震                    | 孟美岐、杨超越、段奧娟、楊芸晴 | 電影《毒液：致命守护者》推广曲 |

### 廣告單曲
| 發行日期       | 歌曲名稱  | 作詞 | 作曲          | 合作演唱者 | 備註              |
| 2018年10月15日 | 万yoo引力 | Yamy | 徐振閣 / Yamy |            | 「yoo视频」推广曲 |

### 組合单曲
| 發行日期      | 歌曲名稱       | 作詞          | 作曲                                           | 所屬組合   | 備註                                     |
| 2017年6月14日 | 把喇叭開到最大 | Yamy          | Yamy                                           | 庫奇卡樂團 |                                          |
| 2019年1月14日 | 橫衝直撞下一站 | 代岳東 / Yamy | Chelcee Grimes / Stuart Crichton / Mollie King |            | 青春探险真人秀节目《橫衝直撞20歲》主题曲 |

### 改編歌曲
| 發行日期      | 歌曲名稱          | 合作演唱者                  | 原唱者      | 備註                                          |
| 2018年12月1日 | Faded(即刻電音版) | 孟美岐、段奧娟、Alan Walker | Alan Walker | 與Alan Walker合作演出，即刻電音第一期開場歌曲 |

### 《創造101》演唱曲目
| 期數   | 主題                 | 表演歌曲           | 隊友                                                                       | 備註                                                                    |
| 第一期 | 逆風翻盤，向陽而生！ | 稻香+忍者+本草綱目 | 羅智儀、杜金雨、羅怡恬、魏瑾                                               | 與強東玥Battle（勝），因此進入A班。                                     |
| 第二期 | 不破不立！           | 創造101主題曲      | 創造101女孩                                                                | 導師評級A                                                               |
| 第三期 | 努力會被看見！       | Chinese中國話      | 魏瑾、杜金雨、Mena、倪秋云、王菊                                           | 勝菊麟隊演唱的《異類》。                                                |
| 第六期 | 實力寶藏女孩在發光！ | 木蘭說             | 楊芸晴、王菊、魏瑾、葛佳慧、焦曼婷                                         | 與同組隊員共同創作，導師胡彥斌指導完成之作品。                          |
| 第八期 | 不負好時光！         | 別人家的小孩       | 李子璇、鹿小草、許靖韵、陳芳語、吳映香                                     | 《別人家的小孩》C位，幫唱學長為王一博。                                 |
| 第九期 | 衝刺總決賽！         | 木蘭說             | 楊芸晴、徐夢潔、李子璇、王菊、強東玥                                       | 重新組合，於女團創始人見面會演唱第六期歌曲《木蘭說》。                  |
| 第十期 | 為夢想堅持到底！     | Milkshake（個人）  | 吳宣儀、段奧娟、賴美云、楊芸晴、傅菁、李子璇、劉人語、王菊、高秋梓、許靖韵 | 最終獲得1,087,809,822個點讚，成為第5名，以火箭少女101團員身分正式出道。 |
| 第十期 | 為夢想堅持到底！     | 逆風（組合）       | 吳宣儀、段奧娟、賴美云、楊芸晴、傅菁、李子璇、劉人語、王菊、高秋梓、許靖韵 | 最終獲得1,087,809,822個點讚，成為第5名，以火箭少女101團員身分正式出道。 |

## 影視作品

### 綜藝節目
| 播出時間                     | 播出平台 | 節目名稱     | 備註                                                    |
| 2016年11月20日-2017年1月22日 | 全網     | 1VS11        | JC藝人學院女团出道纪实真人秀，共10集。                  |
| 2017年6月24日-2017年7月15日  | 愛奇藝   | 中國有嘻哈   | 於1v1 Battle中輸給對手PG One，止步於40強。              |
| 2018年4月21日-2018年6月23日  | 騰訊視頻 | 創造101      | 2018年4月21日起每週六播出一集；6月23日決賽直播。        |
| 2018年11月1日-2018年11月22日 | 騰訊視頻 | 超新星全運會 | 2018年11月1日起每週四播出一集，11月10日及11日決賽直播。 |
| 2021年8月5日-                | 愛奇藝   | 爆裂舞台     | 爆裂女孩                                                |

## 演唱会
| 日期                 | 城市 | 场地              | 備註                                   |
| 《一个人的冒险》巡演 |      |                   |                                        |
| 2023年5月11日        | 北京 | 乐空间·YUE Space  | 嘉宾：小青龙                           |
| 2023年5月12日        | 上海 | MAO Livehouse上海 | 嘉宾：泳恩Joannne、西凹木、寿君超Keyso |
| 2023年5月20日        | 深圳 | SoFun Live        | 嘉宾：徐真真、瘦恒SoulHan              |

## 社會活動
2018年5月，參加“行為公益季”主題活動“走走舞”，並在社交媒體平台上傳了自己的“走走舞”視頻，希望以此來號召人們通過捐助日常走路在內的所有健康行為籌集善款。

## 争议事件

### 遭人身攻击
2020年7月21日，Yamy分享了一段配有字幕的音频，音频为Yamy所在经纪公司“极创引力”老板徐明朝，在没有Yamy参与的公司会议上对其外貌、能力等方面进行人身攻击的内容。对此Yamy表示，“自己拼命保护的爱与勇气，绝不允许被继续摧残，从今以后，要对自己负责到底”。其后，多位火箭少女101前成員，包括楊超越、孟美岐、吳宣儀都有留言力挺Yamy。而《創造101》導師黃子韜，亦对該公司老闆予以批评；另外張嘉倪亦有發文支持Yamy。

## 外部連結
- Yamy的新浪微博
- Yamy的新浪微博
- Yamy的Instagram帳戶
- Yamy的哔哩哔哩个人空间
- Yamy的抖音账号
- Yamy的小红书账号